# Jaime Muñoz Pedroza
Jaime Muñoz Pedroza (ur. 30 września 1958 w Ciénaga) – kolumbijski duchowny rzymskokatolicki, w latach 2010–2018 biskup Arauca, od 2018 biskup Girardot.

## Życiorys
Święcenia kapłańskie przyjął 24 listopada 1984 i został inkardynowany do archidiecezji Tunja. Pracował głównie jako wykładowca miejscowego seminarium, zaś w latach 2003–2010 był jego rektorem. Pełnił także funkcje m.in. delegata biskupiego ds. duszpasterstwa powołań.
22 października 2010 został mianowany biskupem diecezji Arauca. Sakry biskupiej udzielił mu 4 grudnia 2010 abp Aldo Cavalli.
11 lipca 2018 papież Franciszek mianował go biskupem Girardot.